# Великий Самбор
Великий Самбор (укр. Великий Самбір) — село,
Великосамборский сельский совет,
Конотопский район,
Сумская область,
Украина.
Код КОАТУУ — 5922080801. Население по переписи 2001 года составляло 1189 человек.
Является административным центром Великосамборского сельского совета, в который, кроме того, входят сёла
Броды и
Кут.

## Географическое положение
Село Великий Самбор находится на берегу реки Малый Ромен в месте впадения её в реку Ромен,
выше по течению на расстоянии в 1 км расположено село Броды,
ниже по течению на расстоянии в 1 км расположено село Дептовка.
На реке большая запруда.

## История
- Вблизи села Великий Самбор обнаружено древнерусское городище и курганный могильник[2].
- Городище Самбор упоминается в грамоте 1502 года[3].
- В XIX веке село Великий Самбор было волостным центром Велико-Самборской волости Конотопского уезда Черниговской губернии. В селе была Николаевская церковь[4].

## Экономика
- «Садовник», ООО.
- «Мир», ПСП

## Объекты социальной сферы
- Учебно-воспитательный комплекс «Общеобразовательная школа І—ІІІ ступеней — дошкольное учебное заведение».
- Краеведческий музей.
- Музей казацкой славы Сумщины.
- Музей истории образования.
- Музей бонистики.
- Дом культуры.
- Сельская амбулатория.
- Гостиница.

## Известные люди
- Бельмас, Александр Васильевич (1899—1974) — сотрудник личной охраны В. И. Ленина с 1922 по 1924 г.г.
- Павел Ключина (1914—1972) — украинский баснописец, родился в селе Великий Самбор.
- Рудица, Иван Григорьевич (1951—2017) — украинский музыкант, заслуженный работник культуры УССР.